# هاشیکامی، آئوموری
هاشیکامی، آئوموری (به لاتین: Hashikami, Aomori) یک منطقهٔ مسکونی در ژاپن است که در Sannohe District واقع شده‌است. هاشیکامی ۹۳٫۹۱ کیلومتر مربع مساحت و ۱۴٬۵۱۷ نفر جمعیت دارد.